# Керолін Волдо
Керолін Волдо (англ. Carolyn Waldo, 11 грудня 1964) — канадська синхронна плавчиня.
Олімпійська чемпіонка 1988 року, призерка 1984 року. Чемпіонка світу з водних видів спорту 1986 року.